# N-acetilglutaminska kiselina
N-Acetilglutaminska kiselina (NAcGlu) se biosintetiše iz glutaminske kiseline i acetil-CoA posredstvom enzima -acetilglutamat sintaza. Arginin je aktivator ove reakcije.
Reverzna reakcija, hidroliza acetilne grupe, se katalizuje specifičnom hidrolazom.
NAcGlu aktivira karbamoil fosfat sintetazu u ciklusu ureje.